# المشراق (الجوف)
المشراق هي إحدى قرى الجمهورية اليمنية. تتبع جغرافيا لمحافظة الجوف وإداريًا لمديرية خب والشعف. يبلغ تعداد سكانها 1309 نسمة حسب الإحصاء الذي أجري عام 2004.